# Georges Vercruysse
Georges Marie Alphonse Antoine Vercruysse (Kortrijk, 2 oktober 1858 - 12 november 1929) was een Belgisch senator en burgemeester voor de Katholieke Partij en de Katholieke Unie.

## Loopbaan
Vercruysse was een zoon van François Vercruysse, die gemeenteraadslid was in Harelbeke. Hij trouwde in 1882 in Antwerpen met Marie-Joseph Jacobs. Hij promoveerde tot doctor in de rechten aan de Rijksuniversiteit Gent en vestigde zich als advocaat in Kortrijk. Hij werd in 1925 de eerste stafhouder van de in dat jaar opgerichte balie van Kortrijk.
In 1884 werd hij verkozen tot provincieraadslid voor het kanton Harelbeke en in 1890 werd hij lid van de bestendige deputatie. Eind 1891, begin 1892 was hij dienstdoende arrondissementscommissaris van Kortrijk.
In mei 1902 nam hij ontslag als gedeputeerde en provinciaal mandataris, nadat hij verkozen was tot katholiek senator voor het arrondissement Kortrijk. Hij vervulde dit mandaat tot in 1919. Hij werd in 1923 opnieuw senator, ditmaal gecoöpteerd en bleef dit tot in 1925.
Hij werd verkozen tot gemeenteraadslid van Kortrijk (1907-1929), werd in 1908 verkozen tot schepen van financies en in 1920 benoemd tot burgemeester, een ambt dat hij uitoefende tot aan zijn dood.
Hij behoorde tot de goede bekenden van Guido Gezelle, met wie hij (in het Frans) correspondeerde en voor wie hij een aangelegenheid rondom zijn bediening in Kortrijk ging bespreken bij bisschop Faict in Brugge.
Vercruysse was verder ook nog:
- voorzitter van De Eendrachtige Liefde in Harelbeke;
- lid van de toezichtscommissie op het provinciaal laboratorium in Roeselare;
- voorzitter van de Vlasmaatschappij van Kortrijk;
- lid van de inrichtende commissie van de Algemene landbouwprijskamp in Brugge;
- voorzitter van het Verbond van algemene bijstand De Zekerheid voor het leven in Harelbeke.

## Eerbetoon
In Kortrijk is een laan die onderdeel is van de kleine stadsring (de R36) vernoemd naar Burgemeester Vercruysse. Deze loopt van de Brugse Poort naar het Koning Albertpark.